# Pioggia di soldi
Pioggia di soldi è un film statunitense del 1992 diretto da Peter MacDonald.